# Marta Garaulet
Marta Garaulet Aza (Madrid, 1965) es una nutricionista, investigadora y empresaria española dedicada a la investigación en cronobiología y obesidad.

## Biografía
Marta Garaulet Aza es doctora en Farmacia, Nutricionista y máster en Salud pública por la Universidad de Harvard (EE. UU), así como catedrática de Fisiología y Bases Fisiológicas de la Nutrición en la Universidad de Murcia.
Tras su estancia en Harvard, unió las técnicas conductuales aprendidas en EE. UU y la Dieta Mediterránea española, creando un método de adelgazamiento que posteriormente se llamó el Método Garaulet. Por esta idea, en enero de 1990 recibió el premio de Roxbury Multiservice Center (Boston. Mass. EE. UU). En 2011 recibió el premio “Nutrition & Santé” por su trayectoria profesional en el ámbito de la Nutrición y en el tratamiento de la Obesidad.
Su colaboración en el Departamento de Nutrición y Genética de la Universidad de Tufts, Boston, con el Dr. D. José María Ordovás, le permitió profundizar en el estudio de la nutrigenética. Con José María Ordovás, Marta publicó el primer libro sobre cronobiología y obesidad (“Chronobiology and Obesity”).
En la actualidad su investigación está enfocada a la investigación sobre cronobiología y obesidad. Desde mayo de 2012 es “Visiting Professor” de Medicina en la Universidad de Harvard.
Ha participado en más de 200 congresos nacionales e internacionales sobre nutrición que avalan su producción científica. En la actualidad es “Scientist” del Brigham and Women's Hospital (Universidad de Harvard) y forma parte del comité directivo de diferentes sociedades científicas como la Fundación Española de Nutrición (FEN). Además, es Académica de Número de la Academia Nacional de Nutrición y directora de Investigación de Centros de Nutrición Garaulet.
Ha participado en programas de múltiples medios de comunicación desde “la Ser” (con Miguel Ángel Oliver), hasta TVM, pasando por 7 Región de Murcia. También “Saber vivir” o "Masterchef" de La 1, "Documentos TV" de la 2, y “Espejo Público” y el programa especial de "En forma en 70 días" de Alberto Chicote en Antena 3.
Marta Garaulet Aza forma parte de:
- Sociedad Española para el Estudio de la Obesidad (SEEDO)[4]
- Fundación Española de Nutrición (FEN).[4]
- Académica de número de la Academia Española de Nutrición y Ciencias de la Alimentación.[2][4][9]

## Publicaciones
Artículos
- Publicaciones de Marta Garaulet en PubMed
- Perfil de Marta Garaulet en Google Scholar

Libros
Marta Garaulet es autora de varios libros sobre cronobiología y nutrición:
- Método Garaulet para niños. Autores: Marta Garaulet. Editorial: Editec. Año:2014
- ¿Come bien tu hijo?. Autores: Marta Garaulet. Editorial: Editec. Año:2014
- Chronobiology and Obesity. Autores: Marta Garaulet y José María Ordovás. Editorial: Springer. Año:2012
- Niños a comer. Autores: Marta Garaulet. Editorial: Editec. Año:2009
- 535 recetas para adelgazar comiendo. Autores: Marta Garaulet. Editorial: Editec. Año:2006
- Pierde peso sin perder la cabeza. Autores: Marta Garaulet. Editorial: Garaulet Nutrición. S.L. Año:2016
- Aprende a comer de forma saludable. Autores:M.J. García Bernal, M. Garaulet, F. Lirola, A. Heredia, J. García. Editorial: Editec. Año:2003
- Obesidad: causas y consecuencias. Autores: Marta Garaulet. Editorial: Editec. Año:2003
- Adelgazar sin milagros: Método Garaulet. Autores: M. Garaulet, P. de Alba, M. Navarro, C. Torralba. Editorial: Luna Publicaciones. Año:2001
- Guía Práctica Para Una Nutrición Equilibrada en la Edad Adulta. Autores:  M.J. García Bernal, M. Garaulet, F. Lirola, A. Heredia, J. García. Editorial: Consejería de Educación y Cultura de la Región de Murcia. Año:2001
- Los relojes de tu vida: Descubre cuál es el ritmo biológico y cómo mejorar tu bienestar. Autores: Marta Garaulet. Editorial: Ediciones Paidós. Año:2017[11]
- Simplicity: En la comida el éxito está en lo sencillo. Autores: Rafael Ansón, Marta Garaulet. Editorial: Libros Cúpula. Año:2022[12]

## Reconocimientos
- Reconocimiento de la Junta General Extraordinaria por su "labor en el proyecto "Yedra" para farmacias". Entidad concesionaria: Colegio Oficial de Farmacéuticos de Murcia.[13]
- Premio a la mejor idea empresarial de la Región de Murcia. Entidad concesionaria: Ayuntamiento de Murcia.[14]
- Premio al mejor trabajo de investigación de la Academia de Farmacia Santa María de España de la Región de Murcia.
- Premio a la mejor investigación básica en obesidad. Entidad concesionaria: Sociedad Española de Obesidad.
- Concesión de ayuda para intensificación de la actividad investigadora. Entidad concesionaria: Universidad de Murcia.
- 'Nutrition and Santé Award in the Weight Management'. Premio a la mejor trayectoria profesional en el ámbito de la endocrinología y Nutrición de la comunidad Europea. Concedido por el "Nutrition and Santé".
- Premio Dr. Gregorio Marañón al mejor investigador en el campo de alimentación del año 2012. Entidad concesionaria: Real Academia de Gastronomía.
- Premio al mejor trabajo de Investigación en Obesidad del año 2015. Entidad concesionaria: Sociedad Española para el Estudio de la Obesidad (SEEDO). Lugar y Fecha: Málaga. España, noviembre de 2015.
- Premio Nacional de Gastronomía 2015, en la categoría de Gastronomía Saludable. Entidad concesionaria: Real Academia de Gastronomía de España. Lugar y Fecha: Madrid. España, junio de 2016.
- Grand Prix de la Science de l’Alimentation. Entidad concesionaria: Academia Internacional de Gastronomía. 2017.
- Cubi Award for Health Gastronomy. Entidad concesionaria: Federación de Chefs de España (FACYRE). 2018.[2]
- Medalla Vermeill. Entidad concesionaria: Academia Francesa de las Artes, las Ciencias y las Letras. Lugar y Fecha: París, 2020.[15]